# Interreligiöser Dialog
Interreligiöser Dialog und Dialog der Religionen sind Bezeichnungen für einen von Repräsentanten von Religionen angestrebten, im Idealfall gleichberechtigten, respektvollen und kritischen Meinungsaustausch. Er umfasst die Begegnung und die Zusammenarbeit in Alltag und Theologie zwischen Vertretern und Angehörigen verschiedener Religionen. Der interreligiöse Dialog kann mehrere Religionen gleichzeitig einbeziehen, häufiger sind jedoch Begegnungen zwischen zwei Religionen. Die Religionstheologie verhandelt das Selbstverständnis einer Religion gegenüber anderen Religionen vor dem Hintergrund ihres Anspruchs auf Wahrheit und Heilsvermittlung.
Der Begriff intrareligiöser Dialog, der den Dialog zwischen Konfessionen innerhalb einer Religion bezeichnet, wird wenig verwendet. Manchmal sind Konfessionen so verschieden bzw. verfeindet, dass der Dialog zwischen ihnen sogar schwieriger ist als der interreligiöse.

## Aktuelle Bedeutung
Der Dialog der Religionen und der interreligiöse Dialog haben nach den Terroranschlägen vom 11. September 2001 an Bedeutung gewonnen.
Sie werden von fast allen Demokratien und von vielen Religionsgemeinschaften gefordert und gefördert. Als Faktoren dafür werden zum Beispiel genannt:
- Globalisierung,
- weltweite Migration und damit globale Pluralisierung,
- Konflikte, bei denen Religiöses eine Rolle spielt und/oder als ein Motiv genannt wird (manchmal wird Religion als Handlungsgrund vorgeschoben, obwohl etwas anderes das Handeln motiviert);
- Terrorismus in vielen Ländern, der religiöse Motive behauptet. Als ein Fanal dieser Art von Terrorismus gelten die Anschläge am 11. September 2001 („9/11“) unter anderem auf das World Trade Center;
- das Bevölkerungswachstum in vielen Ländern der Welt, darunter in vielen islamisch geprägten Ländern. Es fördert den Kampf um Ressourcen (z. B. Äcker, Grundstücke, Wasser).

## Die Haltung verschiedener Religionen zum interreligiösen Dialog
In historischer Reihenfolge der Existenz der Religionsgemeinschaften.

### Hinduismus
Der Hinduismus bildet weniger ein geschlossenes Glaubenssystem, als vielmehr einen Strom sehr verschiedener Gemeinschaften und Grundannahmen. Innerhinduistisch gibt es starke Traditionen des Dialoges miteinander, des Aushaltens von Unterschieden und des Bekennens grundlegender Gemeinsamkeiten. Fremde Religionen wurden und werden häufig als Aspekte der eigenen Wahrheit betrachtet und toleriert („Heilsinklusivismus“).
Andere innerindische Religionen wie der Buddhismus, Jainismus oder Sikhismus müssen seit ihrer Entstehung gegenüber ihrem hinduistischen Umfeld immer wieder ihre eigenständige Identität betonen, um nicht „aufgesogen“ zu werden. So deuteten hinduistische Gelehrte den Buddha als Verkörperung (Avatara) des Gottes Vishnu, was neben dem Vordringen des Islams weitgehend zum Erlöschen des Buddhismus in Indien beitrug. Auf manchen modernen hinduistischen Altären sind auch schon Votivbilder etwa von Christus oder Mutter Teresa zu finden, integriert mit anderen hinduistischen Gottheiten und Heiligen, ohne dass die entsprechend Betenden daraus einen Widerspruch oder gar Glaubenswechsel ableiten würden. Viele hinduistische Vertreter beteiligen sich gerne am Dialog der Religionen, betonen dabei aber oft ein Verständnis von Einheit, von dem sich Andersglaubende vereinnahmt fühlen.
Hinduistische Kritiker des Dialoges dagegen sehen in diesem vor allem Missionsversuche, weshalb sie Befürwortern manchmal Naivität vorwerfen.

### Judentum
Das Judentum beansprucht keine Heilsexklusivität und sieht daher auch keinen Missionsauftrag: Auch Angehörige anderer Glaubensrichtungen können „Anteil an der kommenden Welt“ erlangen, wenn sie bestimmte moralische Grundregeln (siehe Noachidische Gebote) einhalten. Laut Talmud hat Gott den Menschen und Völkern durchaus verschiedene Wege gewiesen bzw. erwählt.
Entsprechend gelten die an Adam und Noah ergangenen Gebote für alle Menschen, ehrt Abraham den fremden Priesterkönig Melchisedek, lässt sich Moses von seinem Schwiegervater, dem midiantischen Priester Jitro beraten und wird der persische König Kyros sogar als Messias beschrieben, der von Gott einen Auftrag (die Erlaubnis der Rückkehr der Juden aus dem babylonischen Exil und Unterstützung beim Wiederaufbau des Tempels) erhält und durchführt.
Bis heute beteiligen sich jüdische Vertreter daher häufig am Dialog der Religionen, insofern sie sich nicht vereinnahmt fühlen. Statt eines auch theologischen Dialogs befürworten sie jedoch häufiger die praktische Zusammenarbeit, da nach jüdischer Überzeugung das Handeln wichtiger ist als der abstrakte Austausch über den letztlich doch das Verständnis übersteigenden Gott (Orthopraxie).
Jüdische Kritiker des Dialoges befürchten meist Vereinnahmung oder auch direkte Missionsabsichten der christlichen oder auch islamischen Gesprächspartner.
In Berlin gab es bereits Anfang der 1930er Jahre von Rabbiner Leo Baeck ins Leben gerufene christlich-jüdische Gespräche, deren Ziel die interreligiöse und kulturelle Verständigung zwischen Juden und Christen in Deutschland war.
Rodger Kamenetz hatte sich als Autor des Buches The Jew in the Lotus mit dem interreligiösen Dialog zwischen Judentum und dem tibetanischen Buddhismus auseinandergesetzt. Er prägte den Ausdruck „Jubus“ als Ausdruck einer zweifachen Identität. Zu den bekannteren amerikanischen Jubus gehören viele Prominente, so Leonard Cohen, Doug Fieger, Allen Ginsberg, Natalie Goldberg, Goldie Hawn und Kate Hudson.

### Buddhismus
Der Buddhismus versteht sich mehrheitlich nicht als exklusive Religionsgemeinschaft, sondern als Wahrheitslehre, die sich dem Lernenden und Übenden durch eigene Einsicht und Erfahrung erschließen soll.
Entsprechend gehören Gespräche und Diskussionen des Buddha und nachfolgender Mönche vor allem mit hinduistischen Brahmanen bereits zum ältesten Bestand buddhistischer Schriften. Dabei geht es jedoch eher um eine Weitergabe der Lehre als um einen gleichberechtigten Austausch. So können Götter aus buddhistischer Sicht durchaus geachtet werden, stellen jedoch selbst auch nur vorläufige Existenzen dar. Ob dies aus buddhistischer Sicht auch für den einen Gott der abrahamitischen Religionen gilt oder ob dieser wie das Nirwana eine unfassbare Wirklichkeit bezeichnet, ist ein häufiges Thema des Dialoges Andersglaubender mit dem Buddhismus.
Buddhistische Vertreter beteiligen sich daher häufig am Dialog der Religionen, sprechen jedoch mit wenigen Ausnahmen (wie dem Dalai Lama) meist nur für sich bzw. für kleinere buddhistische Schulen.
Buddhistische Kritiker des Dialoges wenden ein, die Beteiligung am Dialog der Religionen impliziere, dass der Buddhismus lediglich eine Religionsgemeinschaft und ein Glaubenssystem sei. Dies entspreche aber nicht dem buddhistischen Selbstverständnis.

### Christentum
Laut Neuem Testament beschränkt Jesus die Verkündung des Evangeliums zunächst vorwiegend auf das jüdische Volk, reagiert aber auch positiv auf den Glauben, den ihm Menschen aus anderen Hintergründen entgegenbringen. So nimmt er die Samaritanerin am Brunnen an (Joh 4,7-9 ), die daraufhin Vertrauen zu ihm fasst, und lobt den Glauben des römischen Hauptmanns von Kapernaum (Mt 8,10 ), der ihm zutraut, seinen Knecht zu heilen. Im Gleichnis vom barmherzigen Samariter präsentiert er einen Andersglaubenden als ethisches Vorbild für die frommen Juden (Lk 10,29-37 ), und in der Heilung der Tochter der kanaanäischen Frau lässt Jesus sich sogar dahingehend bitten, dass er seine Sendung nicht auf das Volk Israel beschränken soll (Mk 7,27-29 ). Schließlich spricht er auch von „anderen Schafen“ (Nicht-Juden), die seinen Ruf hören werden (Joh 10,16 ). Nach der Auferstehung wird das Heilsangebot schließlich auf alle Menschen übertragen („Missionsbefehl“).
Grundsätzlich gilt es zwischen liberal-ökumenischen und konservativen Strömungen zu unterscheiden. Die ökumenischen Organisationen unterstreichen die Bedeutung des interreligiösen Dialogs, so etwa die Konferenz Europäischer Kirchen in der Charta oecumenica.
Für die Evangelische Kirche in Deutschland ist „Dialog auf allen möglichen Ebenen notwendig und ohne Alternative“. Die Generalsynode der Evangelischen Kirche A. u. H. B. in Österreich veröffentlichte 2011 eine Orientierungshilfe für Evangelische Christen im interreligiösen Dialog mit dem Islam, in der jenes Miteinander gesucht werden soll, das dem Frieden und der guten Nachbarschaft dient.

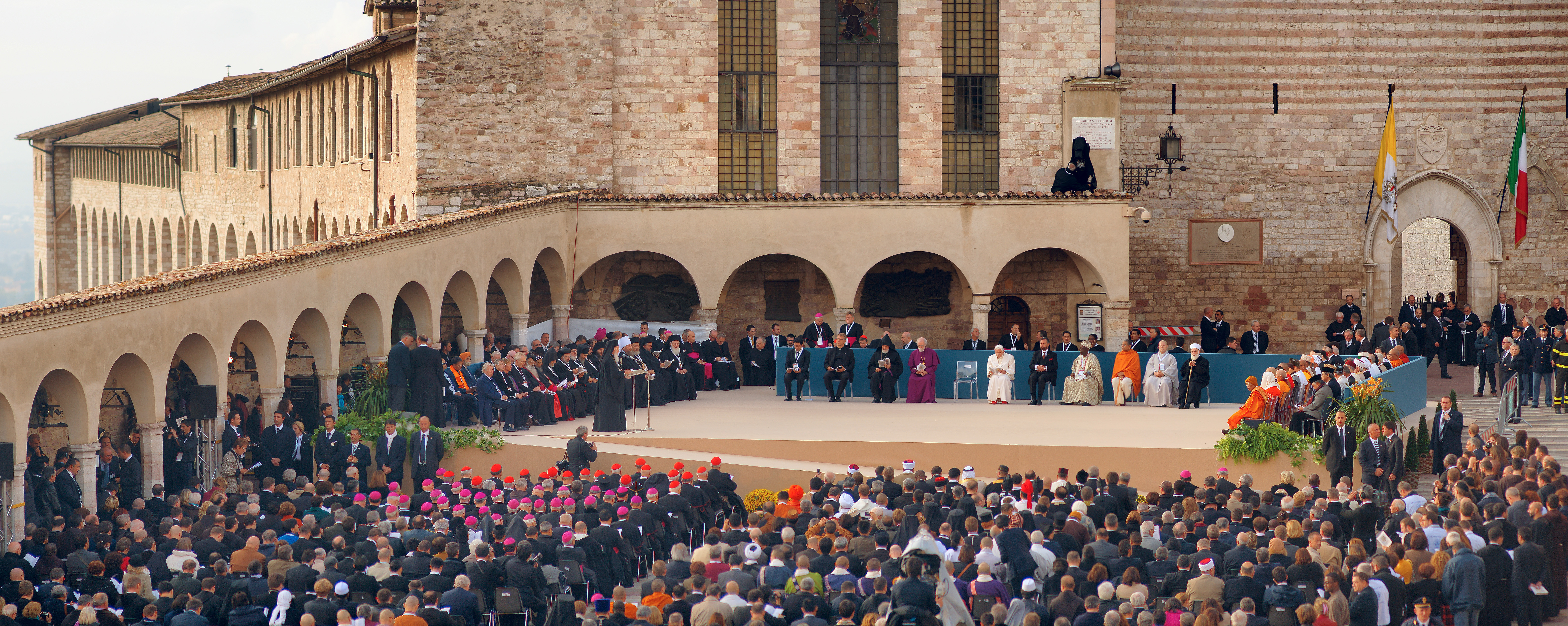
4. Interreligiöses Gebet für den Weltfrieden in Assisi am 27. Oktober 2011

Die katholische Kirche hat den Heilsexklusivismus früherer Jahrhunderte im 2. Vatikanischen Konzil aufgegeben. In Konzilstexten wie Lumen gentium und Nostra Aetate werden in dieser Reihenfolge andere Christen, Juden, Muslime, Anders- und auch Nichtglaubende als auf Gottes Wahrheit hin geordnet beschrieben, insofern sie nicht ohne göttliche Gnade ein gerechtes Leben zu führen sich bemühen. Es wird anerkannt, dass sich Strahlen der Wahrheit auch in anderen Religionen finden lassen. Begegnungen mit dem Papst, wie beispielsweise die Weltgebetstreffen in Assisi, sind seit einigen Jahrzehnten zu den vielleicht stärksten Symbolen des Dialoges der Religionen geworden. Seit der Zeit des 2. Vatikanischen Konzils existiert auch der Päpstliche Rat für den Interreligiösen Dialog, der 1964 als Sekretariat für Nicht-Christen errichtet wurde und die Aktivitäten der römischen Kurie im Dialog mit anderen Religionen koordiniert. Ihm angeschlossen ist außerdem die Päpstliche Kommission für religiöse Beziehungen zu den Muslimen. Beide Institutionen leitete Kardinal Jean-Louis Tauran von 2007 bis zu seinem Tod im Juli 2018.
Konservativ orientierte Freikirchen und Gemeinschaften lehnen hingegen einen interreligiösen Dialog meist dahingehend ab, dass man die Gefahr einer Aufgabe eigener Positionen und der Religionsvermischung sieht. Hierbei steht vor allem der im Neuen Testament an zahlreichen Stellen formulierte Absolutheitsanspruch Christi gemeinsamen gottesdienstlichen Handlungen entgegen.
Christliche Kritiker des Dialogs bemängeln außerdem die Art, in der interreligiöse Begegnungen vom Papst geführt werden, und werfen die Frage auf, ob diese als Dialog zu bezeichnen sind. Andere fürchten die Vernebelung des Unterschiedes zwischen Wahrheit und Unwahrheit sowie die Preisgabe der Mission. Auch eine mögliche Naivität gegenüber den „wahren“ Zielen Andersglaubender im Dialog wird als Gefahr gesehen. Besonders Papst Franziskus und sein Vorgänger Papst Benedikt XVI. traten diesen Kritikern entgegen und beschrieben Wahrheit jeweils als Beziehung, die sich den Menschen nur als Weg offenbart und nicht in absoluter Weise möglich zu besitzen ist.
Papst Franziskus setzte während seines Pontifikats in zahlreichen persönlichen Begegnungen, Ansprachen, Gesten und kirchlichen Dokumenten markante Akzente im Dialog mit den verschiedenen religiösen und spirituellen Traditionen. Beispielhaft dafür ist etwa die Unterzeichnung des  Dokuments über die Brüderlichkeit aller Menschen für ein friedliches Zusammenleben in der Welt mit dem Großimam der al-Azhar Ahmad al-Tayyib zu nennen.

### Islam
Laut Koran gelten Judentum, Christentum und unter Umständen auch andere Religionen als Vorläufer der islamischen Gemeinschaft, deren Glauben sie (laut Mehrheitsmeinung) ebenfalls zu Gott führen könne. Der Islam sei freilich der bessere und beste Weg. Neben zahlreichen Hadithen berufen sich islamische Befürworter des Dialoges gerne auf das Glaubensgespräch des Propheten Mohammed mit den Christen von Nadschaf, das zwar ohne Einigung, aber in gegenseitigem Respekt geführt und beendet wurde und auch im Koran gewürdigt wird. Einige islamische Theologen vertreten die Auffassung, dass das Wort Islam neben der Bezeichnung des konkreten Glaubenssystems auch eine Haltung der Gotteshingabe ausdrücke, die auch von Christen, Juden und anderen praktiziert werden könne. In diesem Sinne könne ein guter Gottgläubiger auch dann Islam praktizieren, wenn er sich selbst nicht als Muslim im engeren Wortsinn verstehe.
Ein weiteres Problem im Dialogverständnis des Islam ist praktischer Art. Im Islam ist für andersreligiöse Gruppen, gleichgültig ob diese in muslimisch beherrschtem Gebiet eine Mehrheit (wie im mittelalterlichen Spanien) oder eine Minderheit (z. B. in den meisten nordafrikanischen Staaten und in Ägypten nach der islamischen Eroberung dieser ehemaligen Kerngebiete des Christentums) darstellen, ein eingeschränkter Rechtsstatus als sog. „Dhimmi“ (Schutzbefohlene) vorgesehen. Dadurch ist beim interreligiösen Gespräch stets ein gewisses Machtgefälle zwischen den moslemischen und den andersgläubigen Vertretern gegeben, was ein freies, gleichberechtigtes Gespräch erschwert.
Nach orthodoxer Lehre ist es Muslimen im interreligiösen Gespräch nur erlaubt, durch gutes Vorbild (Da'wa) in bester Art miteinander einen Diskurs zu führen. Jede Form von Zwang oder Gewalt, um Andersgläubigen den Islam zu vermitteln, ist untersagt; vergleiche Kein Zwang in der Religion.
Obgleich Muslime häufig den Dialog der Religionen befürworten, brauchen Andersglaubende oft viel Geduld, um wirklich auf eine Ebene des gleichberechtigten Austauschs zu gelangen. In einer hierarchisch geführten Diskussion werden „Aufklärung“ und „Modernisierung“ des Islams eingemahnt. Freie, fundamentalistische Christengemeinden betrachten den Islam oft als „christliche Häresie“. Dies spiegelt sich in der Literatur von Autoren wie Ibn Warraq wider. Andererseits erscheint es Juden und Christen im Dialog mit Muslimen häufig, als Vorläufer des Islam einsortiert zu werden, deren Übereinstimmungen mit dem islamischen Glauben zwar vorgeblich gewürdigt, abweichende Haltungen aber als bedauerliche Verfälschungen abgetan werden. Nachfolgende Religionsgemeinschaften wie Bahai, Drusen oder Aleviten sehen sich häufig entweder vereinnahmt oder als vom Glauben Abgefallene (Apostaten) abgelehnt, denen als solche in einigen islamischen Ländern die Todesstrafe droht; siehe auch Religionsfreiheit. Dennoch haben einige islamische Reformer und Basisinitiativen neue Ansätze des Dialoges auf den Weg gebracht, die jedoch wegen der konfliktreichen Weltlage derzeit wenig Erfolg haben.

KAICIID Logo

Als Dialoginitiative mit islamischen Hintergrund kann die im Oktober 2011 vom saudi-arabischen König Abdullah erfolgte Gründung des König-Abdullah-Zentrums für interreligiösen und interkulturellen Dialog (KAICIID), einer globalen NGO mit Sitz in Wien, angesehen werden. Vision der Organisation ist es, dass Religion als Wegbereiter zu Respekt und Versöhnung fungieren soll. Da es in Saudi-Arabien nur Muslimen gestattet ist, ihre Religion auszuüben, und religiöse Freiheiten für andere Glaubensrichtungen stark eingeschränkt sind, sehen Kritiker in der Gründung dieses Zentrums nur eine internationale Image-Pflege Saudi-Arabiens, welche versucht, von den Menschenrechtsverletzungen im eigenen Land abzulenken.

### Bahaitum
Im Bahaitum lautet der Auftrag an die Gläubigen „Verkehrt mit allen Religionen in herzlicher Verbundenheit und Eintracht“. Hierdurch sehen sich die Bahai zu offenem und freundschaftlichem Umgang in allen Formen des interreligiösen Dialogs ermutigt.
Zu Beginn der Religionsgeschichte der Bahai wandte sich der Bab nur an das Volk Persiens. In der Folge richtete Baha’ullah seine Lehre von der Einheit der Menschheit an alle Menschen – gleich welchen Hintergrunds – mit dem Aufruf, diese zu verkünden und danach zu leben. Sowohl der Bab als auch Baha’ullah riefen dabei zur „selbständigen Suche nach Wahrheit“ auf und dazu, religiösen Aberglauben und Vorurteile aufzugeben.
Beim interreligiösen Engagement in gesellschaftlichen Themen berufen sich Bahai darauf, dass nach Baha’ullah der Dienst am „Wohlergehen der Menschheit“ als höchstes Gut anzustreben sei. Bahai begegnen dabei den Anhängern anderer Kulturen oder Religionen mit Wertschätzung ihrer Traditionen oder religiösen Wahrheit.
In Foren des interreligiösen Dialogs über Glaubensfragen stoßen Bahai insbesondere gegenüber den anderen monotheistischen Religionen auch auf kritische Diskussionen im Hinblick auf ihre Lehre von der fortschreitenden Offenbarung Gottes und dem gemeinsamen Ursprung der Religionen in einem Gott. Nach Peter Gerlitz steht der Absolutheitsanspruch in Judentum, Christentum und Islam im Widerspruch zu der Bahai-Lehre von der fortschreitenden Offenbarung, diese mache aber auch „den Weg frei für das interreligiöse Gespräch und überwindet die Gegensätze zwischen den Religionen“. Manfred Hutter weist auf Gründe hin, warum sich das Bahaitum im Hinblick auf den interreligiösen Dialog „… als vierte abrahamitische Religion etablieren kann.“ Er stellt aber auch fest, dass gegenüber dem Islam der zentrale theologische Konfliktpunkt die islamische Lehre von der abschließenden Offenbarung Gottes im Koran ist.
Das Universale Haus der Gerechtigkeit, das höchste Leitungsgremium der Bahai, hat in einem Aufruf an die religiösen Führer der Welt aus dem Jahr 2002 angesichts einer in vieler Hinsicht desaströsen weltweiten Lage erklärt, dass diese durch tiefe religiöse Gräben noch verstärkt werde. In dem Schreiben wies es auf die Verantwortung des interreligiösen Dialogs hin und hob die Bedeutung der diesem zu Grunde liegenden Wahrheit hervor, dass „… Gott nur einer ist und dass jenseits aller kulturellen Ausdrucksform und menschlicher Interpretation auch Religion nur eine ist.“.
In der Praxis sind die Bahai in Deutschland auf verschiedenen Ebenen des interreligiösen Dialogs aktiv, so im bundesweiten Runden Tisch der Religionen in Deutschland und im Abrahamischen Forum, ferner in lokalen Gruppen der Religions for Peace (RfP), in Räten der Religionen in einer Reihe von Großstädten sowie in weiteren interreligiösen Foren und Kooperationen.

## Praxis des interreligiösen Dialogs
Interreligiöser Dialog kann auf staatlicher oder religionsgemeinschaftlicher, auf institutionalisierter oder privater Ebene stattfinden und viele Formen annehmen: Gespräche im Alltag, Konferenzen von Religionsführern oder Theologen, Führungen in der eigenen Kirche, gemeinsame Frauengruppen, Austausch von Lehrern (auch für einzelne Lektionen), gemeinsame soziale oder kulturelle Projekte, Mitarbeit bzw. Zusammenarbeit in interreligiösen Organisationen. Das Resultat solcher Begegnungen – und zugleich eine Grundlage für die Vertiefung des Austausches unter den Angehörigen der verschiedenen Religionen – können gemeinsame Erklärungen zum Zusammenleben der Religionen sein.

### Konkrete Formen des bi- und trilateralen Dialogs
Die häufigsten Formen des konkreten interreligiösen Dialogs sind:
- Jüdisch-christlicher Dialog
- Christlich-islamischer Dialog
- Buddhistisch-christlicher Dialog
- Jüdisch-christlich-islamischer Dialog der sogenannten Abrahamitischen Religionen

In Deutschland bestehen heute die fortgeschrittensten Beziehungen zwischen Judentum und Christentum, die eine gemeinsame Anfangsgeschichte und im Alten Testament / dem Tanach ein weitgehend identisches Heiliges Buch haben.

### Interreligiöse Gottesdienste und Friedensgebete
Eine Sonderrolle unter diesen vielfältigen Formen des interreligiösen Dialoges spielen die Gottesdienste unter Beteiligung Angehöriger verschiedener Religionen. Sie werden oft auch von Befürwortern eines interreligiösen Dialogs abgelehnt, da sie darin ein Überspielen der tatsächlich vorhandenen Unterschiede und eine vorgetäuschte Einigkeit sehen, die zu mehr Konflikten führen kann als ein realistisches Anerkennen der Unterschiede.
1986 rief Papst Johannes Paul II. gegen heftige innerkatholische Widerstände hinweg ein Weltgebetstreffen der Religionen nach Assisi ein. Die Nachfolgetreffen, die seither jedes Jahr von der Gemeinschaft Sant’Egidio veranstaltet werden und neben hochrangigen Religionsführern auch nicht-religiöse Intellektuelle zusammenbringen, haben das Vertrauen der Religionsführer zueinander gestärkt und zu konkreten Initiativen der interreligiösen Zusammenarbeit für Frieden und Menschlichkeit geführt. So schuf etwa der Besuch der Teilnehmer, darunter auch muslimischer Geistlicher, im Konzentrationslager Auschwitz (nach dem Friedensgebet 1989 in Warschau, Polen) erstmals in der muslimischen Welt ein Bewusstsein für die Realität der Shoah. Das Friedensgebet 1986 im rumänischen Bukarest ermöglichte den späteren Besuch von Papst Johannes Paul II., der mit Rumänien zum ersten Mal ein mehrheitlich orthodoxes Land besuchte. Auch die Initiativen für Friedensverhandlungen für Mosambik und Algerien gingen von diesen Friedenstreffen aus.

### Interreligiöse Begegnungsstätten
Spätestens seit den neunziger Jahren lässt sich im deutschsprachigen Raum ein verstärktes Bemühen erkennen, interreligiöse Aktivitäten nicht im Stadium von Einzelbegegnungen zu belassen, sondern ihnen Kontinuität und feste Orte zu verleihen. Bereits seit 1993 existieren in der Schweiz das Zürcher Lehrhaus (seit 2015: Zürcher Institut für interreligiösen Dialog). als jüdisch-christlich-islamische Bildungsinstitution und das Lassalle-Haus als Begegnungsort östlicher Spiritualität und christlicher Mystik. 1995 gründete Hans Küng in Tübingen die Stiftung Weltethos für interkulturelle und interreligiöse Forschung, Bildung und Begegnung. Zwischen 2005 und 2008 entstand in Hannover ein Haus der Religionen; 2010 wurde in Stuttgart nach dem historischen Vorbild des Freien Jüdischen Lehrhauses ein Stuttgarter Lehrhaus ins Leben gerufen. 2014 eröffnete das Haus der Religionen in Bern; ein Lehrhaus der Religionen in München und ein House of One in Berlin befinden sich in Planung.

### Akademischer Austausch
Während gemeinsames Gebet und gemeinsame Gottesdienste oft abgelehnt werden, haben sich im universitären Kontext oder im schulischen Unterricht Möglichkeiten der Zusammenarbeit aufgezeigt: So können beispielsweise im jüdisch-christlichen Dialog ein jüdischer Lehrstuhl für Alttestamentliche Theologie an einer theologischen Fakultät, gemeinsamer Hebräisch-Unterricht oder gemeinsames Studium des Alten Testaments zum gegenseitigen Verständnis beitragen. Eine ganze Reihe von neuen Studiengängen, Hochschulinstituten, Symposien und Kongressen widmet sich im deutschsprachigen Raum dem interreligiösen Austausch auf akademischer Ebene. Hierzu zählen beispielsweise das Institut für Ökumenische Forschung an der Universität Tübingen, das Zentrum für Komparative Theologie und Kulturwissenschaften an der Universität Paderborn oder das Zentrum für Interreligiöse Studien an der Universität Bamberg. Die Kirchliche Pädagogische Hochschule Wien/Krems beherbergt neben der Ausbildung „Christliche Konfessionen“ (katholisch, evangelisch und altkatholisch, orthodox, orientalisch-orthodox, freikirchlich) auch die drei Institute Islamische, Alevitische und Jüdische Religion. Diese Verbindung unter dem Dach einer Hochschule begünstigt organisierte sowie spontane Begegnungen.
Eine besondere Form des interreligiösen Austausches stellt das Weltparlament der Religionen dar, auf dem die Vertreter verschiedener Religionen ihre Ansichten einander nahe bringen. Ein gemeinsames Gebet ist nicht vorgesehen.

## Institutionelle Grundlagen des interreligiösen Dialogs in Deutschland

### Institutionalisierte Formen des bilateralen Dialogs
Die über 80 Gesellschaften für Christlich-Jüdische Zusammenarbeit mit ca. 20.000 Mitgliedern und ihr Dachverband, der Deutsche Koordinierungsrat der Gesellschaften für christlich-jüdische Zusammenarbeit, entstanden in Deutschland nach Nationalsozialismus und Holocaust, setzen sich für die Aussöhnung zwischen jüdischen und nichtjüdischen Deutschen, Verständigung zwischen Christen und Juden und ein friedliches Zusammenleben von Völkern und Religionen sowie gegen Antisemitismus und Rechtsradikalismus ein. Seit ihrer Gründung haben sowohl die Einzelgesellschaften als auch ihr Dachverband jeweils einen jüdischen, einen evangelischen sowie einen katholischen Vorsitzenden. Der Deutsche Koordinierungsrat ist die größte Vereinigung unter den 32 Mitgliedern des Internationalen Rats der Christen und Juden (ICCJ).
Seit 1976 besteht die Islamisch-Christliche Arbeitsgruppe (ICA), in der verschiedene islamische Organisationen und die römisch-katholische, evangelische und griechisch-orthodoxe Kirche vertreten sind. Sie führt Tagungen und Konferenzen durch, berät über interreligiöse Projekte und hat den Austausch über Sachfragen zum Ziel. Christlich-islamische Dialogorganisationen haben sich im Koordinierungsrat des christlich-islamischen Dialogs (KCID) zusammengeschlossen, dessen älteste und größte (Stand 2017) Mitgliedsorganisation die Christlich-Islamische Gesellschaft ist.
Siehe auch: Deutsche Islamkonferenz, Theologisches Forum Christentum – Islam

### Institutionalisierte Formen des multilateralen Dialogs
Der 1998 gegründete Runde Tisch der Religionen in Deutschland ist ein eigenständiges Gremium des interreligiösen Dialogs auf Bundesebene. Ihm gehören hochrangigen Repräsentanten von Religionsgemeinschaften in Deutschland an: Evangelische Kirche, Römisch-katholische Kirche, Orthodoxe Kirche, Zentralrat der Juden in Deutschland, DITIB, Islamrat, Zentralrat der Muslime in Deutschland, Nationaler Geistiger Rat der Bahai und Buddhistische Union. Er trifft sich zweimal jährlich zur gegenseitigen Information über Entwicklungen in den Religionsgemeinschaften und Förderung des interreligiösen Dialogs – u. a. auch im Rahmen von Ökumenischen Kirchentagen -, zu Stellungnahmen für die Presse und für die Religionsgemeinschaften sowie zur Planung des alljährlichen „Tags der Religionen“.
Im „Interreligiösen Arbeitskreis“ des 2017 aufgelösten Vereins Interkultureller Rat in Deutschland waren die Arbeitsgemeinschaft Christlicher Kirchen in Deutschland (ACK), der Zentralrat der Juden in Deutschland, der Zentralrat der Muslime in Deutschland (ZMD), die Föderation der Aleviten-Gemeinden in Deutschland, die Deutsche Buddhistische Union, der Nationale Geistige Rat der Baha’i und der Verein Weltkonferenz der Religionen für den Frieden (WCRP) vertreten. Der Arbeitskreis strebte als gemeinsames Ziel eine Kultur der sozialen Solidarität an.
Seine Aufgaben wurden nach der Auflösung des Interkulturellen Rates an das Abrahamische Forum in Deutschland e. V. und die Stiftung für die Internationalen Wochen gegen Rassismus übertragen.
Im Abrahamischen Forum erörtern Vertreter des Zentralrats der Juden in Deutschland, der ACK, des Zentralrats der Muslime in Deutschland, der DITIB u. a. interreligiöse Fragestellungen und die Arbeit Abrahamischer (Juden, Muslime und Christen) und anderer „Interreligiöser Teams“. Sie sind in der schulischen und außerschulischen Bildungsarbeit tätig.

### Weitere Einzelorganisationen
Auf Dialog durch konkretes Handeln setzen Organisationen wie die Aktion Sühnezeichen Friedensdienste (seit 1958), die Grünhelme (seit 2003) und die Fokolar-Bewegung (seit 1943), die eine weltweite Geschwisterlichkeit durch den Dialog von Menschen verschiedener Konfessionen, Religionen und nicht-religiöser Weltanschauungen zum Ziel hat, die sich in sozialen und humanitären Initiativen konkretisiert. Versöhnung, Vertrauen und Respekt durch praktische Zusammenarbeit zu fördern ist auch das Ziel kleinerer Projekte wie z. B. „fischen versöhnt“, wobei versucht wird, die Ursache eines Konflikts aufzugreifen und in diesem Bereich nach einer praktischen Lösung zu suchen, die beide Konfliktparteien einbezieht.
Weitere Organisationen des interreligiösen Dialogs in Deutschland sind unter anderem die Arbeitsgemeinschaft der Kirchen und Religionsgesellschaften, das Bendorfer Forum für ökumenische Begegnung und interreligiösen Dialog, die Initiative Faiths In Tune (im Rahmen derer unter anderem das Festival der Religionen in Berlin und Köln organisiert wird), das Café Abraham Deutschland, die Eugen-Biser-Stiftung, die Freunde Abrahams, die Georges-Anawati-Stiftung und der Räte der Religionen (siehe auch Christlich-islamischer Dialog und Christlich-jüdischer Dialog in Deutschland und Liste interreligiöser Organisationen in Deutschland, Österreich und der Schweiz).

### Staatliche Förderung des interreligiösen Dialogs
2002 unterstützte die Bundesregierung Projekte des christlich-islamischen Dialogs mit 425.000 Euro. Dazu gehörten z. B. Dialogseminare für Imame (2002: 50.000 Euro), die Unterstützung des KCID (projektbezogen) und der Muslimischen Akademie (60.000 Euro jährlich von 2004 bis 2010). Zudem werden Organisationen wie die Bundeszentrale für politische Bildung (bpb) finanziert, die sich, wie auch die Friedrich-Ebert-Stiftung (FES) u. a. im interreligiösen Dialog engagieren. Auch Universitäten fördern den interreligiösen Dialog, beispielsweise durch dialogpraktische Seminare.
Das friedliche Zusammenleben in Deutschland zu stärken, war auch Ziel des Projekts „Weißt du, wer ich bin?“. Es unterstützte den Dialog der Religionen auf Basisebene, indem es den Erfahrungsaustausch zwischen Juden, Christen und Muslimen fördert. Beteiligt waren die Arbeitsgemeinschaft Christlicher Kirchen (ACK), der Zentralrat der Juden, der Zentralrat der Muslime (ZMD) und die Türkisch-Islamische Union der DITIB. Das Bundesinnenministerium unterstützte das Projekt. 
Seit 2015 fördert das Bundesministerium für Bildung und Forschung das Programm des interreligiösen und weltanschaulichen Dialogs Dialogperspektiven: Religionen und Weltanschauungen im Gespräch des Ernst Ludwig Ehrlich Studienwerks, das sich an Studierende und Promovierende der deutschen Begabtenförderwerke richtet. Seit 2019 ist dieses Programm um das europäische Programm European Scholarship Programme@DialoguePerspectives erweitert, das vom deutschen Auswärtigen Amt gefördert wird.

## Organisationen des interreligiösen Dialogs in Österreich
Die Plattform für Interreligiöse Begegnung (PFIRB) wurde 2002 von Vertretern verschiedener religiöser Gemeinschaften gegründet. Ihr Anliegen ist es, Begegnungen von Angehörigen verschiedener Religionen zu ermöglichen und aktiv zur Entstehung einer Kultur des Friedens und der Gewaltfreiheit beizutragen.
Weiters gibt es das Komyoji und das König-Abdullah-Zentrum (AICIID).

## Wichtige Akteure des Interreligiösen Dialogs
Nach 1991 versuchte Klaus Otte, in Deutschland den interreligiösen Dialog auch in einer Landgemeinde zum Thema zu machen; dafür wurde ihm im Jahr 1999 das Bundesverdienstkreuz verliehen.
Eugen Drewermann erhielt für sein kontinuierliche Eintreten für ein verständnisvolles Miteinander von Menschen unterschiedlicher Religionen und Weltanschauungen den Erich-Fromm-Preis 2007. Zu den Pionieren des interreligiösen Dialogs in Deutschland gehörte auch der ehemalige Schleswiger Propst Reinhard von Kirchbach.
Als ein Höhepunkt des interreligiösen Dialogs in Deutschland gilt der Besuch des Dalai Lama auf dem ersten ökumenischen Kirchentag 2003 in Berlin.
Paul Spiegel sagte 2006 als damaliger Vorsitzender des Zentralrats der Juden in Deutschland, über die Reaktionen auf die Mohammed-Karikaturen, dieser Streit sei ein schrecklicher Beweis für das Scheitern des politischen und interreligiösen Dialogs zwischen den verschiedenen Kulturen.

## Auszeichnungen
- In Deutschland wird seit 1997 der Muhammad-Nafi-Tschelebi-Friedenspreis vergeben, der den interreligiösen Dialog, speziell den jüdisch-christlich-islamischen Dialog, fördern soll.
- In Österreich wird seit 2010 der Kurt-Schubert-Gedächtnispreis für interreligiösen Dialog vergeben.